# Kurtinlampi
Kurtinlampi är en sjö i kommunen Utajärvi i landskapet Norra Österbotten i Finland. Arean är 38 hektar och strandlinjen är 3,54 kilometer lång. Sjön  ingår i Uleälvens huvudavrinningsområde.   Den ligger omkring 64 kilometer sydöst om Uleåborg och omkring 500 kilometer norr om Helsingfors. 
I sjön finns ön Kurtinsaari. 